# Critérios de convergência
| Moeda          | Abrev. | Taxa    | Data subst. provável |
| -------------- | ------ | ------- | -------------------- |
| Lev búlgaro    | BGN    | 1.95583 | 1 de janeiro de 2024 |
| Złoty polaco   | PLN    | —       | —                    |
| Coroa checa    | CZK    | —       | —                    |
| Forint húngaro | HUF    | —       | —                    |
| Leu romeno     | RON    | —       | 2029                 |

Critérios de convergência (também conhecidos como critérios de Maastricht') são critérios estabelecidos para os estados-membros da União europeia que têm de ser verificados para que estes atinjam a União Económica e Monetária (UEM) e adotem o euro. 
Os quatro principais critérios de convergência estão consignados no nº1 do Artigo 121º do TCE (Tratado da Comunidade Europeia):
1. A Comissão e o IME apresentarão relatórios ao Conselho sobre os progressos alcançados pelos Estados-Membros no cumprimento das suas obrigações relativas à realização da União Económica e Monetária. Esses relatórios devem conter um estudo da compatibilidade da legislação nacional de cada Estado-Membro, incluindo os estatutos do seu banco central nacional, com o disposto nos artigos 108º. e 109º. do presente Tratado e nos Estatutos do SEBC. Os relatórios analisarão igualmente a realização de um elevado grau de convergência sustentada, com base na observância, por cada Estado-Membro, dos seguintes critérios:
- A realização de um elevado grau de estabilidade dos preços, que será expresso por uma taxa de inflação que esteja próxima da taxa, no máximo, dos três Estados-Membros com melhores resultados em termos de estabilidade dos preços;

- A sustentabilidade das suas finanças públicas, que será traduzida pelo facto de ter alcançado uma situação orçamental sem défice excessivo, determinado nos termos do n.º 6 do artigo 104º.;

- a observância, durante pelo menos dois anos, das margens normais de flutuação previstas no mecanismo de taxas de câmbio do Sistema Monetário Europeu, sem ter procedido a uma desvalorização em relação à moeda de qualquer outro Estado-Membro;

- O carácter duradouro da convergência alcançada pelo Estado-Membro e da sua participação no mecanismo de taxas de câmbio do Sistema Monetário Europeu deve igualmente reflectir-se nos níveis das taxas de juro a longo prazo.

Os quatro critérios a que se refere o presente número e os respectivos períodos durante os quais devem ser respeitados vêm desenvolvidos num Protocolo anexo ao presente Tratado. Os relatórios da Comissão Europeia e do IME devem ter, de igual modo, em conta o desenvolvimento do ECU, os resultados da integração dos mercados, o nível e a evolução da balança de transações correntes e a análise da evolução dos custos unitários de trabalho e de outros índices de preços.